# Siá
Siá är en ort i Cypern.   Den ligger i distriktet Eparchía Lefkosías, i den östra delen av landet, 25 km söder om huvudstaden Nicosia. Siá ligger 291 meter över havet och antalet invånare är 553. Den ligger på ön Cypern.
Terrängen runt Siá är kuperad söderut, men norrut är den platt. Trakten runt Siá är ganska tätbefolkad, med 56 invånare per kvadratkilometer. Närmaste större samhälle är Káto Lakatámeia, 19,0 km norr om Siá. Trakten runt Siá är i huvudsak ett öppet busklandskap.